# Hedyosmum colombianum
Hedyosmum colombianum är en tvåhjärtbladig växtart som beskrevs av José Cuatrecasas. Hedyosmum colombianum ingår i släktet Hedyosmum och familjen Chloranthaceae. Inga underarter finns listade i Catalogue of Life.